# Where Stars Land
Where Stars Land (en hangul, 여우각시별; romanización revisada, Yeougaksibyeol) es una serie de televisión surcoreana emitida desde el 1 de octubre de 2018 hasta el 26 de noviembre de 2018 por SBS. La serie sigue la vida de las personas que trabajan en el aeropuerto de Incheon. Asimismo, está conformada por 40 episodios, los cuales fueron transmitidos los lunes y martes a las 22:00 (KST).

## Argumento
La historia se centra en la vida de varias personas que trabajan en el Aeropuerto Internacional de Incheon y como van superando sus problemas emocionales y laborales a través de la amistad.
Entre los empleados del aeropuerto están: Lee Soo-yeon, estudió en el Instituto Avanzado de Ciencia y Tecnología de Corea, empieza a trabajar por un período de 6 meses, en el aeropuerto de Incheon en el equipo de planificación de operaciones, luego de abandonar su sueño de ser piloto debido a un problema; esto hace que sea una persona retraída e introvertida, Han Yeo-reum, una empleada del servicio de personal del aeropuerto quien tiende a ser una persona que constantemente está cometiendo errores y sufre accidentes, Yang Seo-koom, la gerente del departamento de Servicio al pasajero, que vive por y para el trabajo, con un carácter amable y sin miedo al peligro, así como Oh Dae-gi y Na Young-joo, ambos miembros del equipo de seguridad.
Todos ellos dependen de Seo In-woo, el gerente de planificación de operaciones, un hombre de gran talento, con sentido del humor y dotes de mando.

## Reparto

### Personajes principales
| Actor                   | Personaje                            | Ocupación                                             | N.º de episodios | Duración |
| ----------------------- | ------------------------------------ | ----------------------------------------------------- | ---------------- | -------- |
| Lee Je-hoon Nam Da-reum | Kang Ki-chan Kang Ki-chan (de joven) | Miembro del Equipo de Servicio al Pasajero            | 32               | 2018     |
| Lee Dong-gun            | Seo In-woo                           | Gerente de Planificación y Operaciones del Aeropuerto | 32               | 2018     |
| Chae Soo-bin            | Han Yeo-reum                         | Miembro del Equipo del Servicio al Pasajero           | 32               | 2018     |
| Kim Ji-soo              | Yang Seo-gun                         | Gerente del Departamento de Servicio al Pasajero      | 32               | 2018     |

### Personajes recurrentes
| Actor          | Personaje        | Ocupación                                                                              | N.º de episodios | Duración |
| -------------- | ---------------- | -------------------------------------------------------------------------------------- | ---------------- | -------- |
| Jang Hyun-sung | Kwon Hee-seung   | Jefe del Departamento de Servicio al Pasajero del Aeropuerto Internacional de Incheon  | 32               | 2018     |
| Ahn Sang-woo   | Kong Seung-cheol | Gerente de Equipo de Servicio al Pasajero del Aeropuerto                               | 32               | 2018     |
| Lee Sung-wook  | Choi Moo-ja      | Jefe del Equipo de Seguridad del Aeropuerto Internacional de Incheon                   | 32               | 2018     |
| Kim Kyung-nam  | Oh Dae-gi        | Miembro del Equipo de Seguridad                                                        | 32               | 2018     |
| Lee Soo-kyung  | Na Young-joo     | Miembro del Equipo de Seguridad / ex-Campeona de Judo                                  | 32               | 2018     |
| Kim Won-hae    | Park Tae-hee     | Gerente de Equipo de Gestión de Amarres del Aeropuerto                                 | -                | 2018     |
| Ha Ji-eun      | Si Jae-in        | Miembro del Equipo de Gestión de Amarres del Aeropuerto                                | -                | 2018     |
| Rowoon         | Go Eun-seop      | Miembro del Departamento de Operaciones del Aeropuerto                                 | 26               | 2018     |
| Hong Ji-min    | Heo Young-ran    | Jefe de Equipo de Instalaciones Comerciales del Aeropuerto                             | -                | 2018     |
| Jung Jae-sung  | Lee Woo-taek     | Jefe de Equipo de Servicios de Transporte del Aeropuerto                               | -                | 2018     |
| Kim Joon-won   | Mo Jeong-hoon    | Jefe de Equipo de Operaciones Integradas del Aeropuerto Internacional de Incheon (COI) | -                | 2018     |
| Park Hyuk-kwon | Mister Zhang     | -                                                                                      | -                | 2018     |
| Choi Won-young | Han Jae-young    | -                                                                                      | -                | 2018     |
| Kim Yeo-jin    | Yoon Hye-won     | -                                                                                      | -                | 2018     |
| Lee Seul-a     | -                | -                                                                                      | -                | 2018     |

### Otros personajes
| Actor         | Personaje    | Ocupación                        | Episodio donde apareció | Duración |
| ------------- | ------------ | -------------------------------- | ----------------------- | -------- |
| Seo Dong-hyun | -            | Estudiante                       | -                       | 2018     |
| Kim Dae-gun   | Kim Geon-yoo | Pasajero con Esquizofrenia       | 2                       | 2018     |
| Yoon Ji-on    | -            | Empleado de Control de Seguridad | 1                       | 2018     |
| Kwon Hyuk     | -            | -                                | -                       | 2018     |

### Apariciones especiales
| Actor         | Personaje  | Ocupación                        | Episodio(s) donde apareció | Duración |
| ------------- | ---------- | -------------------------------- | -------------------------- | -------- |
| Yoon Kyung-ho | -          | Cliente grosero                  | 1                          | 2018     |
| Ejay Falcon   | Ian Santos | -                                | 7 - 8                      | 2018     |
| Lauren Young  | Mari       | -                                | 7 - 8                      | 2018     |
| Im Won-hee    | -          | Empleado de la tienda de regalos | 17, 32                     | 2018     |

## Recepción

### Audiencia
| Episodio | Fecha de Emisión        | Promedio de Audiencia | Promedio de Audiencia | Promedio de Audiencia |
| Episodio | Fecha de Emisión        | TNmS                  | AGB Nielsen           | AGB Nielsen           |
| Episodio | Fecha de Emisión        | Escalan Nacional      | Escala Nacional       | Seúl                  |
| -------- | ----------------------- | --------------------- | --------------------- | --------------------- |
| 1        | 1 de octubre de 2018    | 5.6 %                 | 5.9 %                 | 7.0 %                 |
| 2        | 1 de octubre de 2018    | 6.6 %                 | 7.2 %                 | 8.4 %                 |
| 3        | 2 de octubre de 2018    | 5.5 %                 | 6.3 %                 | 7.4 %                 |
| 4        | 2 de octubre de 2018    | 7.7 %                 | 8.6 %                 | 9.6 %                 |
| 5        | 8 de octubre de 2018    | 6.3 %                 | 6.7 %                 | 7.5 %                 |
| 6        | 8 de octubre de 2018    | 7.7 %                 | 9.1 %                 | 10.2 %                |
| 7        | 9 de octubre de 2018    | 6.5 %                 | 7.2 %                 | 7.5 %                 |
| 8        | 9 de octubre de 2018    | 8.2 %                 | 9.0 %                 | 9.6 %                 |
| 9        | 15 de octubre de 2018   | 6.6 %                 | 6.9 %                 | 7.7 %                 |
| 10       | 15 de octubre de 2018   | 8.0 %                 | 8.0 %                 | 8.7 %                 |
| 11       | 16 de octubre de 2018   | 7.1 %                 | 7.4 %                 | 8.0 %                 |
| 12       | 16 de octubre de 2018   | 8.7 %                 | 9.2 %                 | 9.9 %                 |
| 13       | 23 de octubre de 2018   | 6.6 %                 | 6.7 %                 | 7.5 %                 |
| 14       | 23 de octubre de 2018   | 8.6 %                 | 8.6 %                 | 9.7 %                 |
| 15       | 29 de octubre de 2018   | 6.1 %                 | 6.8 %                 | 6.8 %                 |
| 16       | 29 de octubre de 2018   | 7.8 %                 | 8.2 %                 | 8.3 %                 |
| 17       | 30 de octubre de 2018   | 6.4 %                 | 6.7 %                 | 7.2 %                 |
| 18       | 30 de octubre de 2018   | 8.1 %                 | 8.6 %                 | 9.2 %                 |
| 19       | 5 de noviembre de 2018  | 6.7 %                 | 7.2 %                 | 7.5 %                 |
| 20       | 5 de noviembre de 2018  | 8.2 %                 | 9.5 %                 | 10.1 %                |
| 21       | 6 de noviembre de 2018  | 6.5 %                 | 7.5 %                 | 8.6 %                 |
| 22       | 6 de noviembre de 2018  | 8.9 %                 | 9.6 %                 | 10.4 %                |
| 23       | 12 de noviembre de 2018 | 6.5 %                 | 7.3 %                 | 8.2 %                 |
| 24       | 12 de noviembre de 2018 | 7.8 %                 | 8.4 %                 | 9.2 %                 |
| 25       | 13 de noviembre de 2018 | 7.8 %                 | 7.7 %                 | 7.9 %                 |
| 26       | 13 de noviembre de 2018 | 9.1 %                 | 9.3 %                 | 9.5 %                 |
| 27       | 19 de noviembre de 2018 |                       |                       |                       |
| 28       | 19 de noviembre de 2018 |                       |                       |                       |
| 29       | 20 de noviembre de 2018 |                       |                       |                       |
| 30       | 20 de noviembre de 2018 |                       |                       |                       |
| 31       | 26 de noviembre de 2018 |                       |                       |                       |
| 32       | 26 de noviembre de 2018 |                       |                       |                       |
| Promedio | Promedio                | %                     | %                     | %                     |

## Banda sonora
Parte 1
| No. | Intérprete   | Canción                        | Letra                       | Música                                   | Duración |
| --- | ------------ | ------------------------------ | --------------------------- | ---------------------------------------- | -------- |
| 1   | Kim Chung-ha | "It's You" (너였나 봐)         | Nam Hye-seung y Park Jin-ho | Nam Hye-seung, Jeon Jong-hyuk y Heo Seok | 3:25     |
| 2   | -            | "It's You" (너였나 봐) (Inst.) | -                           | Nam Hye-seung, Jeon Jong-hyuk y Heo Seok | 3:25     |

Parte 2
| No. | Intérprete    | Canción                        | Letra         | Música                      | Duración |
| --- | ------------- | ------------------------------ | ------------- | --------------------------- | -------- |
| 1   | Jeong Se-woon | "Told You So" (이봐 이봐 이봐) | Nam Hye-seung | Nam Hye-seung y Park Jin-ho | 3:26     |
| 2   | -             | "Told You So" (Inst.)          | -             | Nam Hye-seung y Park Jin-ho | 3:26     |

Parte 3
| No. | Intérprete   | Canción                    | Letra                                     | Música                      | Duración |
| --- | ------------ | -------------------------- | ----------------------------------------- | --------------------------- | -------- |
| 1   | Jung Joon-il | "Gravity Of Love" (닮아가) | Nam Hye-seung, Park Jin-ho y Jung Joon-il | Nam Hye-seung y Park Jin-ho | 4:41     |
| 2   | -            | "Gravity Of Love" (Inst.)  | -                                         | Nam Hye-seung y Park Jin-ho | 4:41     |

Parte 4
| No. | Intérprete | Canción                       | Letra                       | Música                                   | Duración |
| --- | ---------- | ----------------------------- | --------------------------- | ---------------------------------------- | -------- |
| 1   | 1415       | "Nothing To Worry" (괜찮다고) | Nam Hye-seung y Park Jin-ho | Nam Hye-seung, Jeon Jong-hyuk y Heo Seok | 5:03     |
| 2   | -          | "Nothing To Worry" (Inst.)    | -                           | Nam Hye-seung, Jeon Jong-hyuk y Heo Seok | 5:03     |

Parte 5
| No. | Intérprete | Canción                | Letra                           | Música               | Duración |
| --- | ---------- | ---------------------- | ------------------------------- | -------------------- | -------- |
| 1   | O.WHEN     | "Mystic World"         | Nam Hye-seung, JELLO ANN y MIYO | Nam Hye-seung y MIYO | 4:31     |
| 2   | -          | "Mystic World" (Inst.) | -                               | Nam Hye-seung y MIYO | 4:31     |

Parte 6
| No. | Intérprete | Canción                                  | Letra        | Música | Duración |
| --- | ---------- | ---------------------------------------- | ------------ | ------ | -------- |
| 1   | Yeonjung   | "Stay With You" (마음이 하는 일)         | Kim Ho-kyung | 1601   | 3:57     |
| 2   | -          | "Stay With You" (마음이 하는 일) (Inst.) | -            | 1601   | 3:57     |

## Premios y nominaciones
| Año  | Categoría                                             | Premio          | Nominado (a)       | Resultado |
| ---- | ----------------------------------------------------- | --------------- | ------------------ | --------- |
| 2018 | Excellence Award, Actress in a Monday-Tuesday Drama   | SBS Drama Award | Chae Soo-bin       | Ganó      |
| 2018 | Excellence Award, Actress in a Monday-Tuesday Drama   | SBS Drama Award | Kim Ji-soo         | Nominada  |
| 2018 | Excellence Award, Actor in a Monday-Tuesday Drama     | SBS Drama Award | Lee Dong-gun       | Nominado  |
| 2018 | Top Excellence Award, Actor in a Monday-Tuesday Drama | SBS Drama Award | Lee Je-hoon        | Ganó      |
| 2018 | Mejor actor de reparto                                | SBS Drama Award | Kim Kyung-nam      | Nominado  |
| 2018 | Mejor actriz revelación                               | SBS Drama Award | Lee Soo-kyung      | Nominada  |
| 2018 | Mejor actor revelación                                | SBS Drama Award | Rowoon             | Nominado  |
| 2018 | Mejor serie                                           | SBS Drama Award | "Where Stars Land" | Ganó      |

## Producción
Fue dirigida por Shin Woo-cheol y escrita por Kang Eun-kyung, quien también es la directora creativa, mientras que la producción ejecutiva estuvo a cargo de Ahn Je-hyun, Shin Sang-yoon y Sohn Ki-won.
Originalmente los papeles principales se les fueron ofrecidos a Hyun Bin, Park Shin-hye, Park Bo-gum y Bae Suzy; sin embargo todos declinaron las ofertas.
El 28 de julio del 2018 se realizó la primera lectura del guion.
La serie contará con las compañías de producción "Kim Jong-hak Production" y "Samhwa Networks".

## Emisión internacional
- Canadá: All TV (2018).
- Estados Unidos: KSCI-TV de Los Ángeles (2018).